# 蘇原月丘町
蘇原月丘町（そはらつきおかちょう）は、岐阜県各務原市の地名。現行行政町名は蘇原月丘町一丁目から四丁目。

## 地理
各務原市の蘇原地区に属する。
町域の東部は蘇原三柿野町、西部及び南部は蘇原緑町、北部は蘇原栄町、蘇原菊園町、蘇原旭町、蘇原早苗町、蘇原沢上町に接する。
地名は蘇原町三柿野の通称地名に因む。
町域の北部にJR高山本線が通過する。
道路
- 早苗通り
- 栄通り
- 蘇原中央通り

## 歴史
1874年（明治7年）9月、各務郡柿沢村、三滝新田、野村が合併し三柿野村が発足。1897年（明治30年）4月、伊飛島村、和合村、大宮村、古市場村、持田村と合併し蘇原村（1943年に町制施行し蘇原町）が発足。この地域は蘇原村大字三柿野の一部となる。
1963年（昭和38年）4月1日、蘇原町、那加町、鵜沼町、稲羽町が合併し各務原市が発足すると、大字三柿野から分立し蘇原月丘町が成立。

## 世帯数と人口
2024年（令和6年）10月1日現在の世帯数と人口は以下の通りである
| 丁目             | 世帯数  | 人口  |
| ---------------- | ------- | ----- |
| 蘇原月丘町一丁目 | 139世帯 | 222人 |
| 蘇原月丘町二丁目 | 97世帯  | 224人 |
| 蘇原月丘町三丁目 | 51世帯  | 115人 |
| 蘇原月丘町四丁目 | 33世帯  | 79人  |
| 計               | 320世帯 | 640人 |

## 小・中学校の学区
市立小・中学校に通う場合、学区は以下の通りとなる。
| 番・番地等 | 小学校                   | 中学校               |
| ---------- | ------------------------ | -------------------- |
| 全域       | 各務原市立蘇原第二小学校 | 各務原市立蘇原中学校 |

## 主な施設
- 月丘団地
- 日本一ソフトウェア本社